# Joseph Sweeney
Joseph Sweeney (n. 26 iulie 1884, Pennsylvania, SUA – d. 25 noiembrie 1963, New York City, New York, SUA) a fost un actor american de teatru, televiziune și film. Acesta este cunoscut pentru rolul juratului nr. 9 în filmul dramatic 12 oameni furioși din 1957.

## Biografie
Născut în Philadelphia, Sweeney a debutat pe scena teatrului de repertoriu⁠(d)  din Norwich, Connecticut. A avut o carieră de succes în teatru, având roluri în producții precum The Clansmen, George Washington Slept Here⁠(d), Ladies and Gentlemen⁠(d), A Slight Case of Murder⁠(d), Dear Old Darlin și Days To Remember. În anii 1940, a început să apară în proiecte de televiziune. Cu toate acestea, a revenit pe scenă în 1953 pentru a-l interpreta pe Giles Corey în piesa de teatru The Crucible⁠(d).
A apărut în episodul „Twelve Angry Men⁠(d)” al serialului de televiziune Westinghouse Studio One⁠(d) în 1954, rol reluat în filmul clasic 12 oameni furioși din 1957.
A murit în 25 noiembrie 1963 la vârsta de 79 de ani.

## Filmografie
- 1956 Ultimul pistolar din Cross Creek (The Fastest Gun Alive), regia Russell Rouse : preotul

| An   | Titlu                  | Rol                                           | Notes                   |
| ---- | ---------------------- | --------------------------------------------- | ----------------------- |
| 1949 | Wesley                 | Bunicul lui Wesley                            |                         |
| 1954 | Twelve Angry Men⁠(d)    | Juratul #9                                    |                         |
| 1961 | Naked City             | Jacob S. Moreland                             | Seazonul 4, episodul 12 |
| 1963 | Car 54, Where Are You? | Judecătorul / A.E. Van Cleve / Jim McNaughton | 4 Episodes              |

| Year | Title                            | Role                                 | Notes |
| ---- | -------------------------------- | ------------------------------------ | ----- |
| 1918 | Sylvia on a Spree                | A Pal of Jack's                      |       |
| 1936 | Soak the Rich                    | Capt. Pettijohn, 1st detective       |       |
| 1940 | The Philadelphia Story           | Butler (nemenționat)                 |       |
| 1950 | Outside the Wall                 | Prison Hospital Inmate (nemenționat) |       |
| 1956 | The Man in the Gray Flannel Suit | Edward M. Schultz                    |       |
| 1956 | The Fastest Gun Alive            | Preotul                              |       |
| 1957 | 12 Angry Men                     | Juratul #9 / McCardle                |       |